# Satto
Satto (察度) (1320 – 1395), també conegut com a Chadu, va ser rei de Chūzan, un dels tres regnes que formava part de l'illa d'Okinawa. El seu regnat va estar marcat per l'expansió i el desenvolupament de les relacions comercials de Chuzan amb altres estats, i el començament de les relacions tributàries d'Okinawa amb la dinastia Ming de la Xina, una relació que es va perllongar durant aproximadament 500 anys, gairebé fins a la caiguda de la dinastia Qing.
Satto era governador del districte de Urasoe, que inclou el capital i envoltada de Chuzan. A la mort del rei Seii el 1350, Satto es va apoderar del tron per a si mateix. La seva pròpia línia, però, no va durar més enllà del seu fill, Bunei, que va ser enderrocat el 1405.